# 卢森堡宫

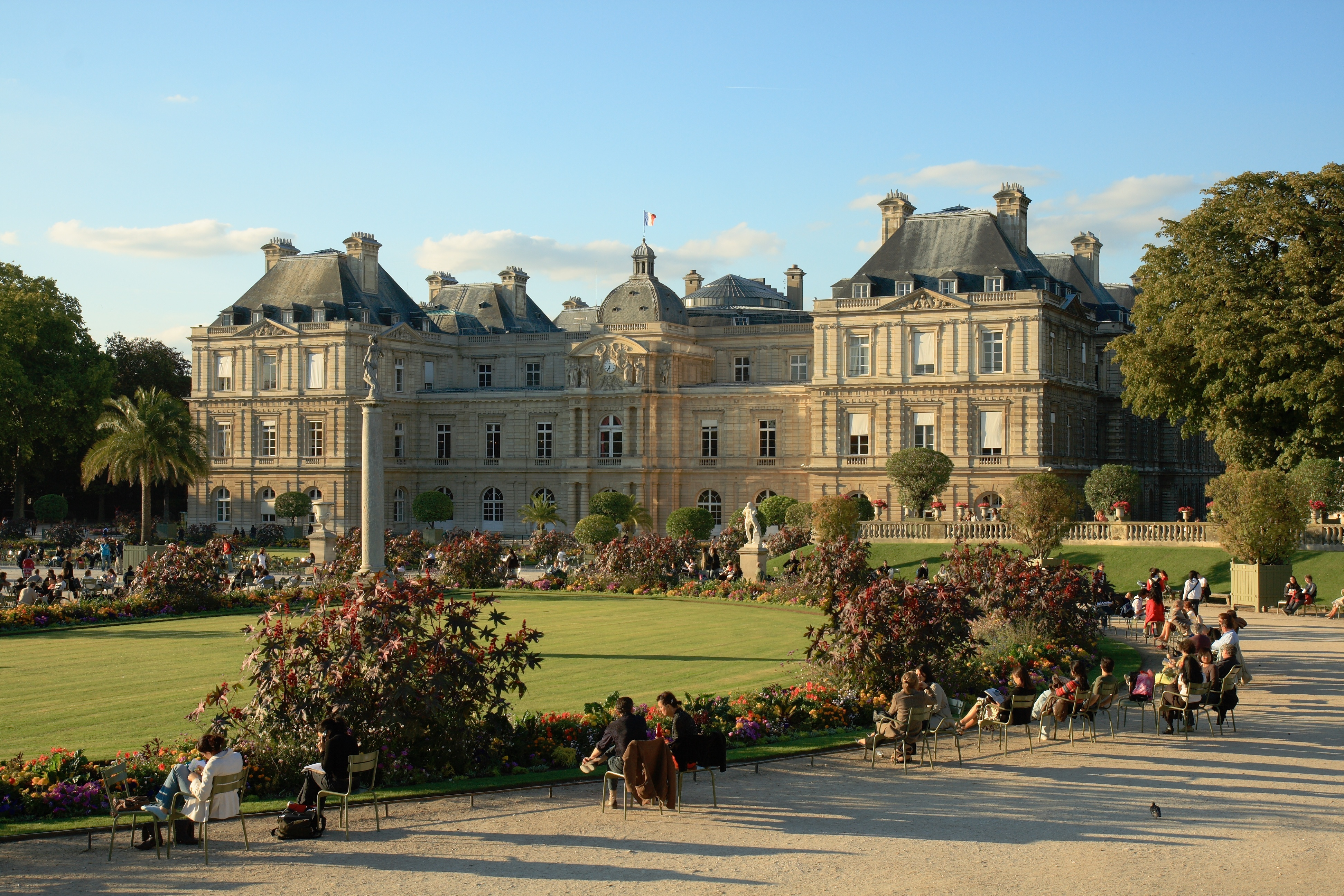
日落时分的卢森堡宫

卢森堡宫（法語：Palais du Luxembourg，發音：[pa.lɛ dy lyk.sɑ̃.buːʁ]），位于法国首都巴黎第六区卢森堡公园内，是法国参议院所在。该宮殿始建於1615年，當時是玛丽·德·美第奇的住所。

## 外部連結
- 维基共享资源上的相關多媒體資源：卢森堡宫

48°50′54″N 2°20′14″E / 48.84833°N 2.33722°E